# Stefano Palmieri
Stefano Palmieri (Serravalle, 18 settembre 1964) è un politico sammarinese.

## Biografia
Si è diplomato in ragioneria a Santarcangelo di Romagna (RN), dal 1985 diventa dipendente della Cassa di Risparmio della Repubblica di San Marino. Nel 2003 entrò in politica fondando il Movimento Biancoazzurro che poi è confluito in Alleanza Popolare nel 2005.
Nel 2006 è stato membro del Consiglio Grande e Generale, poi è diventato membro del Consiglio dei XII e nel 2009 e nel 2018 è stato eletto capitano reggente.
Dal 1º ottobre 2009 al 1º aprile 2010 è Capitano Reggente in coppia con Francesco Mussoni. Dal 1º aprile al 1º ottobre 2018 è Capitano Reggente in coppia con Matteo Ciacci.
Risiede a Domagnano.